# Хуацяо

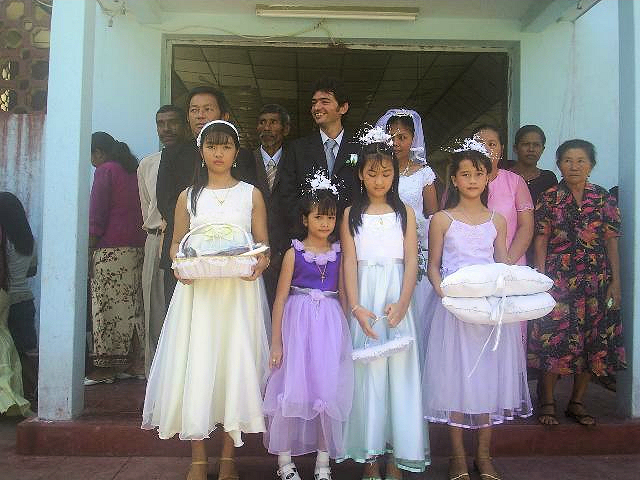
Весілля хакка, Східний Тимор, 2006

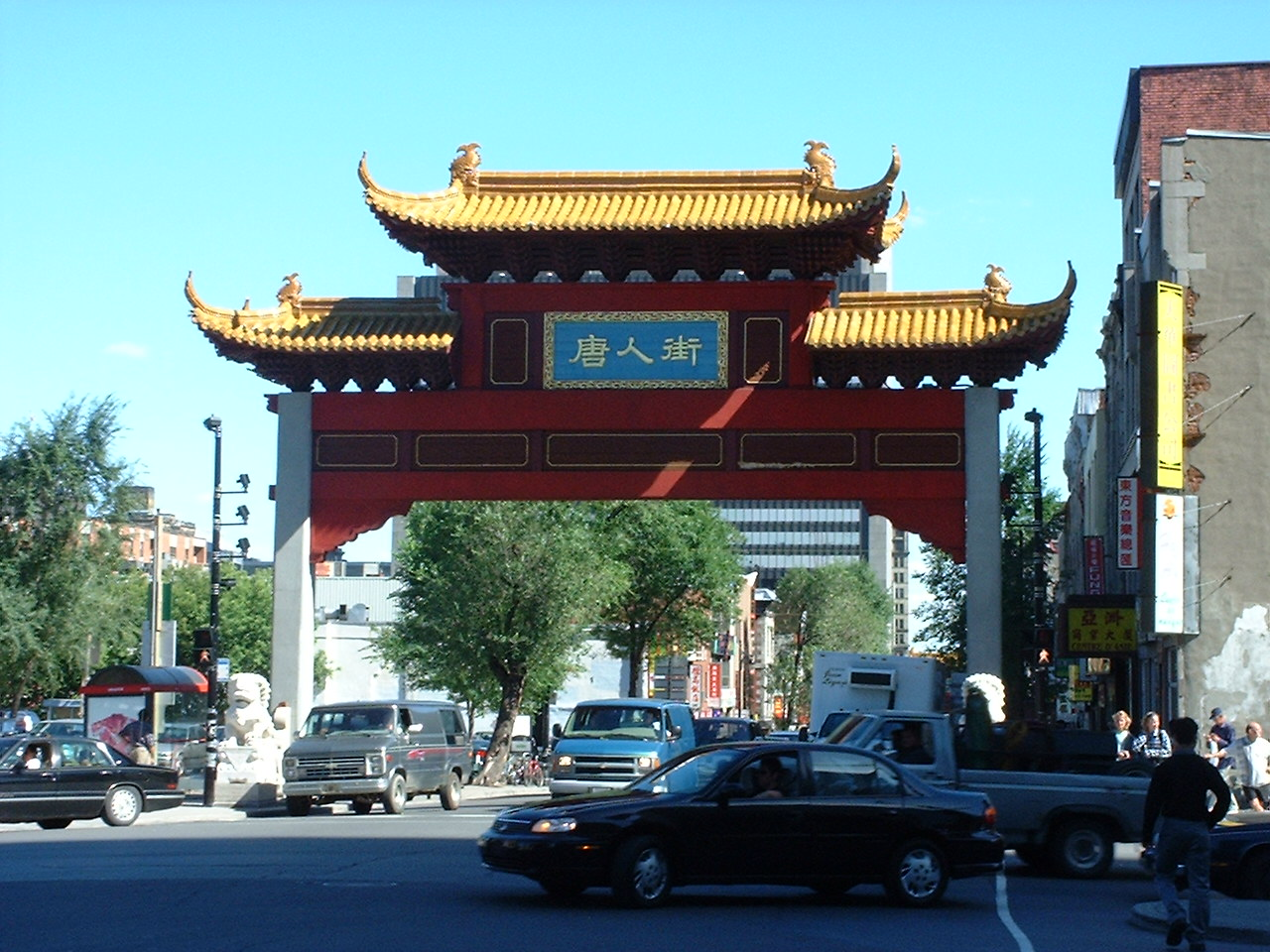
Ворота Чайна-тауну в Монреалі

Хуацяо (кит. трад. 華僑, спр. 华侨, піньїнь: huáqiáo, буквально «китайський емігрант», «емігрант з Китаю») — вихідці з Китаю, що проживають в інших країнах. До них належать як громадяни КНР, які тимчасово проживають за кордоном, так і нащадки китайських емігрантів більш ранніх хвиль, які є громадянами країн, в яких вони проживають.

## Значення
У перекладі з китайської хуацяо буквально означає «китайський емігрант», «емігрант з Китаю» (хуажень — етнічний китаєць, цяо — емігрант, людина, яка проживає далеко від Батьківщини). У китайській та західній літературі їх також часто називають «заморські китайці» (англ. Overseas Chinese, кит. трад. 海外 華人, спр. 海外 华人, піньїнь hǎiwài huàrén).

## Культурний аспект
У традиційній китайській свідомості громадянство не має вирішального значення, набагато важливіше походження предків: уже за те, що в Китаї народився ваш прадід, вас будуть уважати «корінним жителем» країни. Тому традиція відторгає хуацяо, китайці сприймають їх як своїх співгромадян, які волею долі знаходяться далеко від батьківщини. Цим пояснюється і психологічний феномен чайнатауну: там, де є китаєць, є і Китай. Китайські емігранти, зазвичай, утворюють компактні поселення-громади, протягом багатьох поколінь зберігають свою культуру, мову, підтримують міцні суспільні та господарські зв'язки всередині діаспори і з батьківщиною. Повернення китайця на батьківщину, навіть через кілька поколінь, сприймається як щасливе возз'єднання з сім'єю. Однією з причин китайського економічного дива називають інвестиції хуацяо, які, зазвичай, здійснюються в регіони, вихідцями з яких вони є, активно використовуючи родинні зв'язки. З хуацяо також зазвичай пов'язують діяльність злочинних організація — тріад.

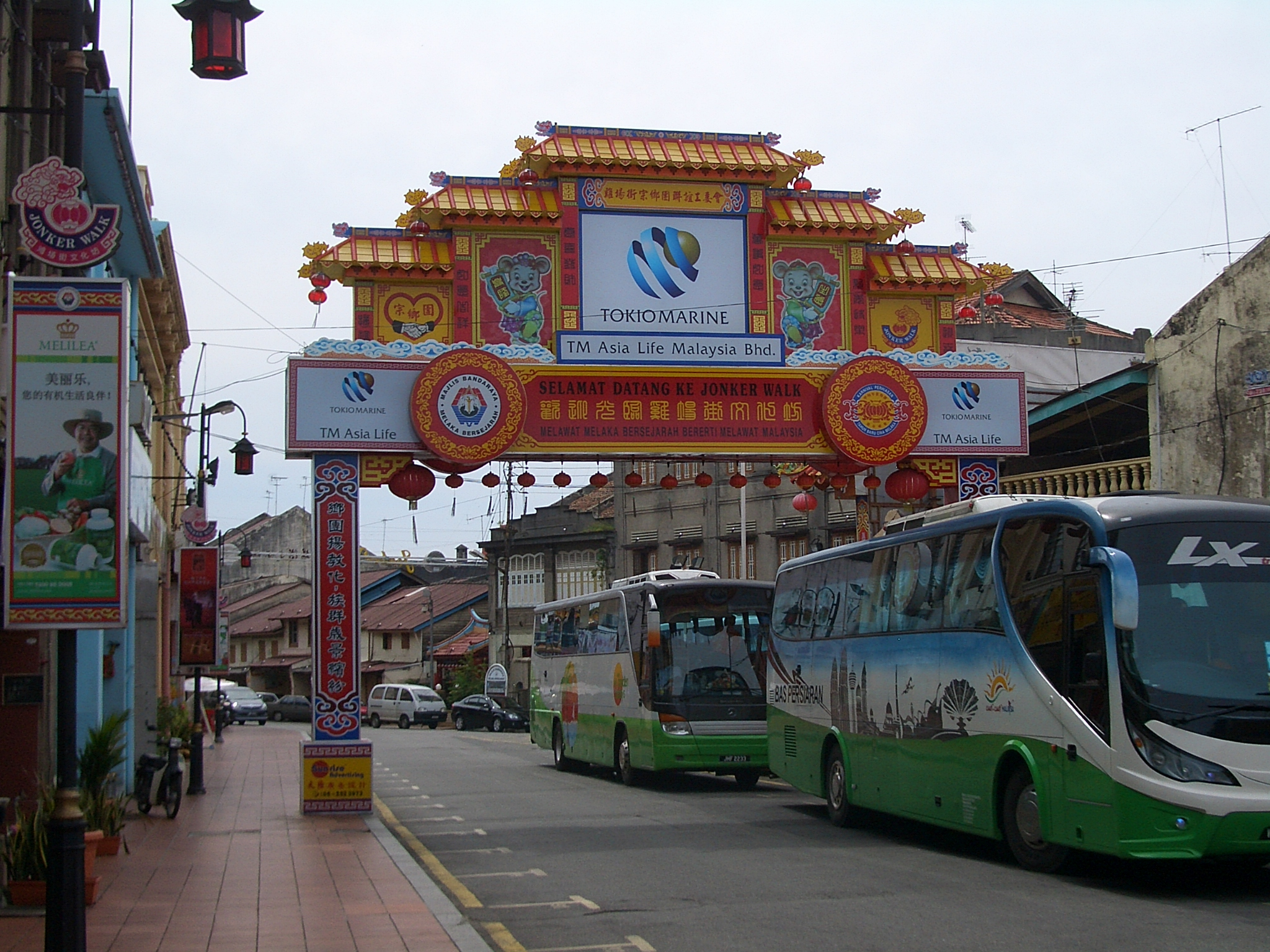
В історичному китайському районі Малакки

За оцінками експертів, у світі налічується 40 млн хуацяо, що проживають переважно в Америці, Європі та Південно-Східній Азії.
У Південно-Східній Азії живе від 20 до 30 млн китайців. Масова міграція китайців в Сіам та колонії європейських держав у Південно-Східній Азії почалася в середині XIX століття (але див. Перанакан). Китайські селяни, які втікають від злиднів та голоду, ставали робітниками на рудниках та плантаціях, але поступово багато з них зайнялися підприємництвом. Останнім часом китайці є найбагатшою та найосвіченішою частиною населення країн Південно-Східної Азії, займають провідні позиції в місцевій економіці. Заздрість до їх багатства неодноразово була причиною переслідувань та погромів.
Найбільшу частку населення «заморські китайці» складають в Сінгапурі (78 %) та Малайзії (24,6 %)